# Септуагінта

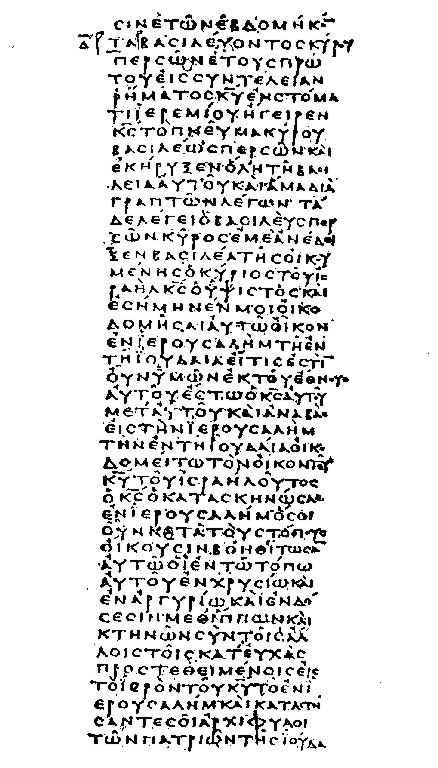
Септуагінта: колонка унціального тексту з Ватиканського кодексу — одного з найважливіших джерел для критичних видань. Середина IV століття, Ватиканська апостольська бібліотека

Септуагінта (також Септуаґінта), або Переклад сімдесяти тлумачів (від лат. Interpretatio Septuaginta Seniorum — «переклад сімдесятьох старців»; дав.-гр. Ἡ μετάφρασις τῶν Ἑβδομήκοντα) — зібрання перекладів Старого Завіту на давньогрецьку мову, виконаних у III—I століттях до н.е. в Александрії. Часто як скорочення вживається «LXX» (число сімдесят, записане римськими цифрами). Назва «Септуагінта» фіксується вже в працях Августина Аврелія, який коротко переказав одну з версій історії її створення — перекладу з єврейської мови на грецьку (трактат Про місто Боже, XVIII. 42).
Перекладачами (тлумачами) були єгипетські еллінізовані юдеї (див. Юдаїзм Другого храму), що жили там і в повсякденному спілкуванні користувалися спільною мовою Середземномор'я — грецькою. Містить також книги, які сповідники юдаїзму і протестанти вважають неканонічними.
Грецький текст Септуагінти склався в елліністичному юдаїзмі, був досить поширений, проте його повністю відкинув талмудичний юдаїзм. Заведено вважати, що формування корпусу Септуагінти розпочалося у 280-ті роки до н. е. і в загальних рисах завершилося в I столітті до н. е.. Історія перекладу відома в переказі, який у різних версіях зберегли єврейські та християнські автори. Сенс переказу про Септуагінту полягає в наданні їй статусу соборної праці, здійсненої особами, відповідальними за збереження біблійної традиції, при схваленні громади в цілому. В юдейському середовищі цей консенсус піддали сумніву тільки в II столітті, коли Септуагінта стала частиною християнського Святого Письма. У цей же період починається взаємодія тексту Септуагінти та виконаних пізніше перекладів Старого Завіту грецькою мовою, деякі альтернативні переклади Церква ввела до складу Септуагінти. За період II століття до н. е. — XVI століття н. е. збереглося понад 2000 рукописів LXX, у яких представлений певний діапазон варіантів і різночитань.
Септуагінта є найстарішим відомим перекладом Старого Завіту на давньогрецьку мову. Цитати з неї зустрічаються в Новому Завіті, найбільш точні — в Євангелії від Луки. Септуагінта відіграла важливу роль в історії Християнської церкви, ставши, по суті, каноном Старого Заповіту грецькою мовою, з якого згодом зроблено переклади на інші мови, зокрема перший переклад на церковнослов'янську. Втім, попри широке розповсюдження, у християнській традиції апріорі перемогла думка, що єврейський оригінал переважає переклад у всьому. І католицизм, і протестантизм, і православ'я ґрунтувалися на масоретському тексті — католики через Вульгату, протестанти — через новоєвропейські переклади Старого Заповіту. Інтерес до Септуагінти пожвавивсь у XVIII столітті — з появою наукової біблійної критики.
Найдавніше повідомлення про історію цього перекладу міститься у так званому «листі Аристея». Яскравий та насичений подробицями лист видається розповіддю очевидця, хоча філологічний та історичний аналіз дозволяє висунути припущення, що його насправді було написано десь на півтора сторіччя пізніше від імені Аристея якимось еллінізованим, проте побожним, александрійським євреєм наприкінці II ст. до н. е. У цьому листі наведено численні легендарні подробиці здійснення цього перекладу, однак цей лист швидше приховує справжні історичні факти, аніж розкриває їх. Хоча в листі розповідається про здійснення перекладу лише єврейського Закону (Тори чи П'ятикнижжя), пізніше під Септуагінтою стали розуміти збірник грецьких перекладів всіх інших книг Старого заповіту, а також багатьох неканонічних книг.
Порівняння тексту перекладу з стандартизованим єврейським масоретським текстом свідчить про те, що переклад здійснювався з єврейських текстів, які значною мірою відрізнялись від масоретського. Відкриття сувоїв Мертвого моря засвідчило, що єдиного оригінального тексту жодної біблійної книги ніколи не існувало. Кожен рукописний примірник книги містив різночитання, які робили його по суті оригінальним. Відмінність тексту Септуагінти від інших єврейських текстів спонукала перекладачів до здійснення інших, більш точних перекладів.
Перші друковані видання Септуагінти в повному обсязі здійснено в Іспанії та Італії між 1518 і 1587 роками, лише відтоді її текст остаточно стабілізувався. Починаючи з XVIII століття протестантські науковці почали здійснювати наукове філологічне видання. Найавторитетніші видання у XX столітті випускалися Кембриджським університетом та Німецьким біблійним товариством у Штутгарті. 1863 року Пауль де Лагард запропонував методи реконструкції автентичного тексту LXX, в загальних рисах їх використовують і сучасні дослідники. У парадигмі досліджень XX—XXI століть Септуагінту розглядають як «єдиний, хоча і не монолітний художній твір» (визначення Андрія Десницького), до неї застосовують методи літературного дослідження Біблії — аналіз композиції, що дозволяє реконструювати сенси тексту та релігійної свідомості, що за ним стоїть.

## Зміст

### Склад юдейського канону і Септуагінта

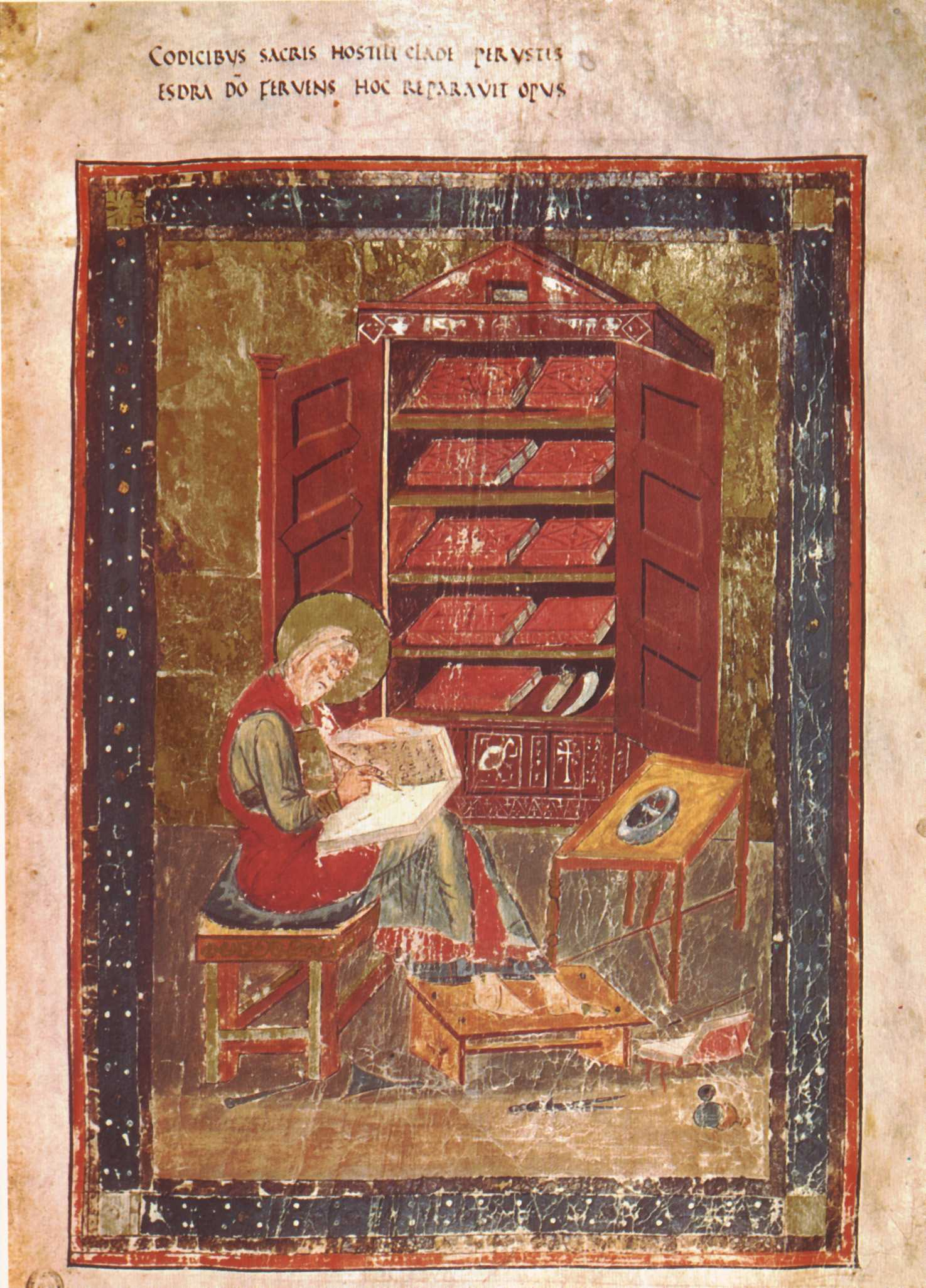
Мініатюра на аркуші 5 verso Аміатинського кодексу, яким відкривається Старий Завіт. Зображує Ездру в образі монаха-переписувача. Підпис угорі каже: «Коли священні книги були втрачені у вогні війни, Ездра з готовністю відшкодував збитки». Початок VIII століття, Бібліотека Лауренціана

За переказами, юдейський канон склався приблизно в V столітті до н. е. завдяки діяльності пророків Ездри і Неємії, які повинні були заново зібрати священні тексти після повернення з Вавилонського полону. Існує думка, що саме Ездра надав П'ятикнижжю сучасного вигляду. Згідно з традицією, у той період виникли Великі збори (Бава Батра 15, 1), які діяли до 270-х років до н. е. Ці збори старців одночасно відповідали на релігійні питання та здійснювали контроль за правильним відтворенням книг. Час закінчення Великих зборів перетинається з початком перекладу Септуагінти — з 280-ми роками до н. е., тому можна припустити, що старців-тлумачів делегували в Александрію саме Великі збори. Проте стародавній канон не відповідав сучасному масоретському тексту. Зокрема, Книга Варуха, яку в давнину читали в синагогах на день пам'яті першого руйнування Храму, увійшла до складу Септуагінти, але до юдейського сучасного канону не потрапила.

Юдейський і Александрійський канони

Найдавніші відомості про юдейський канон представлені у Філона Александрійського, Йосипа Флавія та декількох ранньохристиянських авторів. Найдавніше свідчення про поділ канону на три частини (цей поділ закріплений в абревіатурі Танах) міститься, мабуть, у Євангелії від Луки (Лк 24:44), укладачі Септуагінти про нього не знали. Кирило Александрійський і Григорій Назіанзин підрозділяли Септуагінту на 12 історичних книг (включаючи П'ятикнижжя), 5 поетичних і 5 пророчих. Єпифаній Кіпрський і Іван Дамаскин ділили книги Старого Завіту на 4 категорії: законоположні, поетичні, історичні та пророчі, по 5 книг у кожній з категорій. Більшість Отців церкви відтворювали число книг, яке дорівнює кількості літер гебрайської абетки (тобто 22). Розширений варіант канону спочатку охочіше використовували на латинському Заході, його дотримувалися Климент Римський, Папа Дамасій I, Ориген, Кипріян Карфагенський, Климент Александрійський. Фактично вже в часи Оригена усвідомлювали різницю між книгами канонічними та книгами, вживаними в церковному побуті. Загалом, Александрійський канон містив 39 книг. Проте, в давнину поділ на книги був цілком умовним і не завжди збігався з традицією, що склалася в Середні Віки. Так, Августин Аврелій налічував у Старому Заповіті 44 книги (De Doctrina Christiana I. II).
Розвиток юдейського канону арамейською мовою та івритом пішов у іншому напрямку: в рік зруйнування Другого Храму (70 рік) Йоганан бен Заккай переніс до міста Явне синедріон і заснував центр вивчення Тори. Після втрати храмового списку Письма рабини перед обличчям швидкого поширення християнства зробили стандартизацію біблійного тексту, що відіграло колосальну роль у формуванні масоретської традиції. Однак книги, що не увійшли до в канону, судячи з матеріалів Каїрської генизи, активно використовувалися в єврейському середовищі ще кілька століть; процес був приблизно однаковим і для християнства, і для юдаїзму.

## Історія створення
Згідно з В. Вевюрком, матеріали, які дійшли від давнини і дозволяють реконструювати створення Септуагінти, діляться на дві категорії. По-перше, це літературні твори, які розповідають про створення перекладу в цілісному вигляді (версії суперечать одна одній), і, по-друге, — це пам'ятники, які побічно свідчать про побутування Септуагінти в певний період часу.

### Лист Аристея

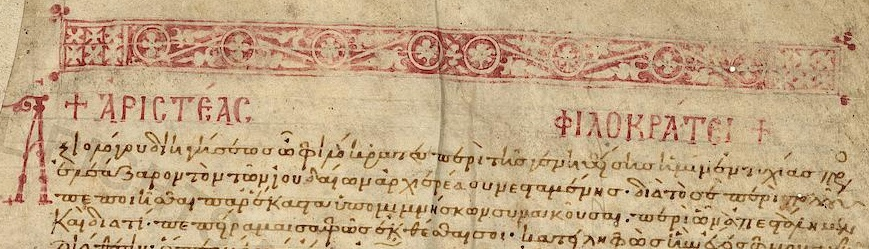
Зачин листа Аристея Філократу в грецькому Ватиканському кодексі 747, аркуш 1 recto. XI століття, Ватиканська апостольська бібліотека

Найдавнішим і водночас найдокладнішим свідченням створення Септуагінти є Лист Аристея. Його написано від імені охоронця царя Птолемея і адресовано Філократу — братові Аристея. У ньому йдеться про єгипетське посольство в Єрусалим до первосвященика Еліазара (правив у 284—247 роках до н. е.). Справжність цього документа в давнину не піддавалася сумніву, його використовував Йосип Флавій при викладенні обставин створення Септуагінти, а власне текст Листа Аристея зберігся в працях Євсевія Кесарійського і Прокопія Газського. Нині створення пам'ятки відносять до періоду між III і I століттями до н. е., але не пізніше початку нашої ери. 1684 року Гемфрі Годі опублікував дисертацію в Оксфорді «Проти історії Аристея», положення якої розвинув у книзі 1705 року, розпочавши цим двохсотлітню дискусію про автентичність самого пам'ятника і правдивість відомостей, які повідомляються в ній. Поступово перемогла думка, що «Лист Аристея» — стародавній псевдепіграф, літературна апологія, написана грецькомовний юдеєм, однак справжність повідомлюваних фактів не викликає значних сумнівів.
Про переклад Сімдесяти Лист Аристея повідомляє таке:
1. на грецьку мову за Птолемеїв перекладено не всі канонічні книги, а лише «Закон», тобто Тору;
2. ініціатором перекладу були не юдеї, а цар Птолемей Філадельф (син Римского імператора Марка Антонія і цариці Єгипту Клеопатри);
3. ідея перекладу належить Деметрію Фалерському — засновнику й голові Александрійської бібліотеки;
4. єврейська громада Александрії схвалила переклад постфактум;
5. юдейська громада постановила, що переклад має бути незмінним до букви, а на тих, хто намагатиметься його змінити, накладалося прокляття;
6. текст для перекладу доставлено з Єрусалима, перекладачами стали 72 старці, які приїхали з Палестини — по шестеро від кожного з колін Ізраїлевих;
7. переклад виконували всі перекладачі на спільному засіданні (Синедріоні, дав.-гр. συνέδριον), причому кожен погоджував свою працю з іншими;
8. згадується, що до LXX існував більш ранній переклад «деяких місць із Закону», менш надійний[14].

Історія першого перекладу Тори на неєврейську мову зафіксована в барайті, наведеній у Талмуді, в трактаті «Мегіла» (I. 9). Принципова відмінність від Листа Аристея полягає в тому, що зухвалий цар Птолемей (званий на івриті Талмай) захотів не просто придбати за гроші переклад Тори, а роздобути текст, яким пишалися юдеї, що перебували під його владою, найпростішим чином — він змусив єврейських рабинів-поліглотів перекласти Тору. Побоюючись попередньої змови між 72 рабинами, він спочатку помістив кожного в окрему камеру, і лише потім в'язням було роз'яснено умови того, що відбувається. Однак старці розуміли, що євреям не потрібен переклад, тому вони свідомо змінили священний текст, відтворюваний для нечестивого царя, внісши туди 13 спотворень.
Дослідник Каїрської генизи Пауль Кале 1947 року висунув гіпотезу, згідно з якою Септуагінти як такої не існувало, бо її складено і відредаговано з вільних (подібних до таргумів) перекладів Письма грецькою мовою; останні ґрунтувалися саме на таргумах. «Лист Аристея», таким чином, припадав на той самий час і був документом єврейської пропаганди. Однак серед Кумранських знахідок містилися грецькі тексти, тісно пов'язані з Септуагінтою, іншими словами, акт одночасного перекладу мав місце. Це також свідчить про те, що грецький переклад Біблії дуже рано був прийнятий і в Палестині. Якщо в XVII—XIX століттях критики Листа Аристея вказували на сумнівність ініціативи єгипетського царя з перекладу Священного писання юдеїв, то у другій половині XX століття запанувала думка, що александрійські євреї в епоху ранніх Птолемеїв розмовляли переважно арамейською мовою і користувалися значними правами самоврядування. Тож для своїх релігійних потреб вони використовували арамейські таргуми, і тому царі, які збирали бібліотеку, передусім потребували загальнозрозумілого перекладу святого письма народу, який займав важливе стратегічне положення між державами Птолемеїв і Селевкідів. Таку версію доводив Н. Коллінз у своєму дослідженні 2000 року «Бібліотека в Александрії і Біблія по грецькому»; схожу теорію висунув у XIX столітті протоієрей Микола Єлеонський.

### Третя книга Маккавеїв

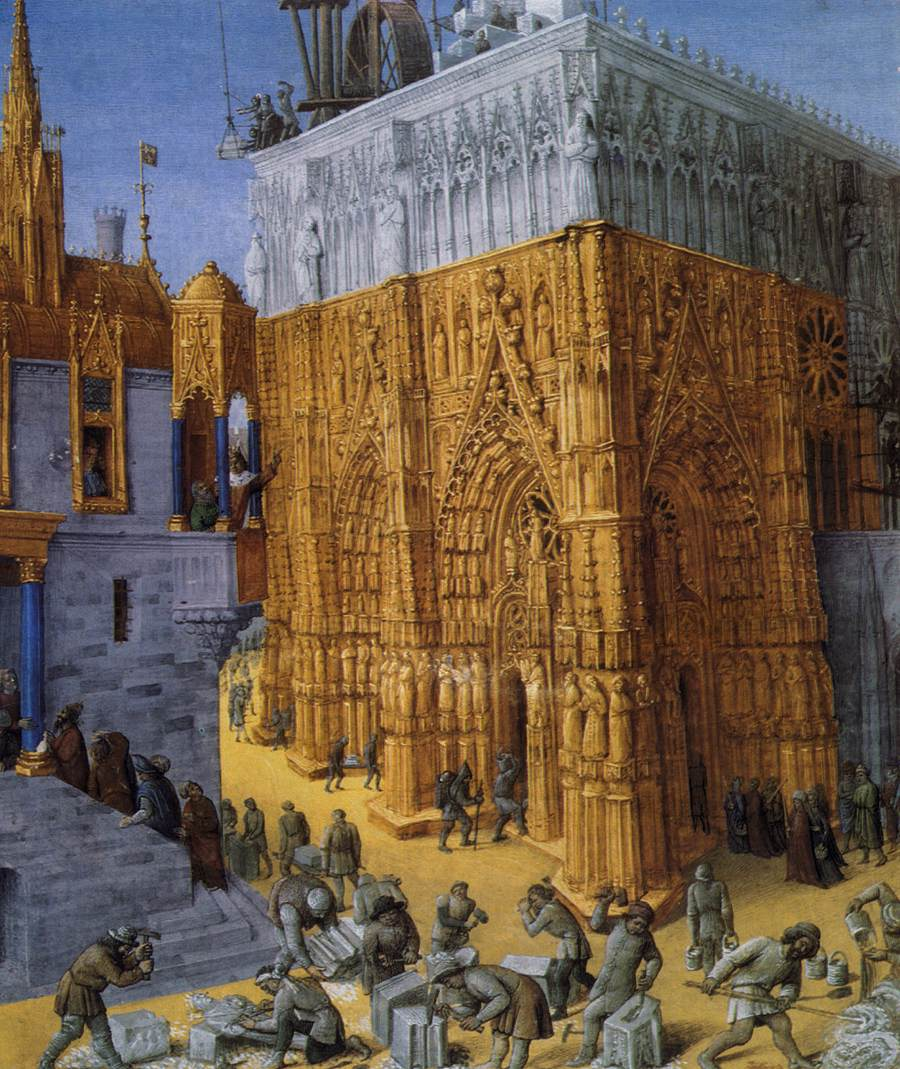
Жан Фуке. Зведення Єрусалимського Храму. Мініатюра з рукопису «Юдейських старожитностей» 1465 року. Національна бібліотека Франції

Третю книгу Макавеїв, мабуть, створено в Єгипті в I столітті до н. е. В її тексті міститься вказівка на те, що вже в III столітті до н. е. грецький переклад Біблії зберігався в Єрусалимському Храмі. У переказі (3 Макавеїв 1:12) стверджується, що у 217 році до н. е. Птолемей IV Філопатор, проїжджаючи Єрусалим, спробував увійти у Святеє Святих, але його зупинив первосвященик, який прочитав йому Закон. Ймовірно, Закон міг бути прочитаний цареві тільки по-грецьки, а усний переклад не справив би належного враження. Слід також враховувати, що в той самий період мовою діловодства в Палестині стала грецька, яку в пізніший період вживали навіть крайні націоналісти, про що свідчать написані по-грецьки послання Бар Кохби. Таким чином, на думку В. С. Вевюрка, цілком можливо, що виникла традиція зберігати при Храмі і грецький рукопис Письма нарівні з єврейським оригіналом. Йосип Флавій у такому випадку, описуючи священні книги, які він врятував з Єрусалима, мав на увазі саме сувої Септуагінти.

### Йосип Флавій і Філон Александрійський
Єврейський історик Йосип Флавій («Юдейські старожитності», XII. 2) цілком використав відомості з Листа Аристея, засвідчуючи, що воно було відоме в Палестині в I столітті. Він же вперше висловив розуміння тієї обставини, що текст спотворюється в процесі передачі та переписування й потребує постійної звірки з оригіналом. При цьому він не згадує про прокльони тому, хто спотворив текст, тобто його сприйняття Септуагінти є менш релігійним, ніж в олександрійській традиції.
Апологет юдейства Філон Александрійський (біля 25 до н. е., Александрія, Єгипет † 50 н. е.) у своїх працях («Про споглядальне життя» II. 7, 37-41) наводить власну версію переказу про Септуагінту, в якій є багато унікальних деталей. Одна з них — вказівка на щорічне святкування річниці перекладу на острові Фарос, а також вказівка на те, що до I століття Септуагінта здобула статус давнього тексту, дуже важливий для античної культури. Характерно, що, кажучи про Септуагінту, Філон писав тільки про П'ятикнижжя, хоча цитував і інші її тексти. Філон вперше зафіксував кілька положень, які стали потім спільними в традиції вшанування Септуагінти як священного тексту:
1. перекладачі були одночасно пророками;
2. переклад був натхненний зверху і є строго буквальним;
3. переклад рівноцінний оригіналові[21].

### Святоотцівськатрадиція, раннє християнство

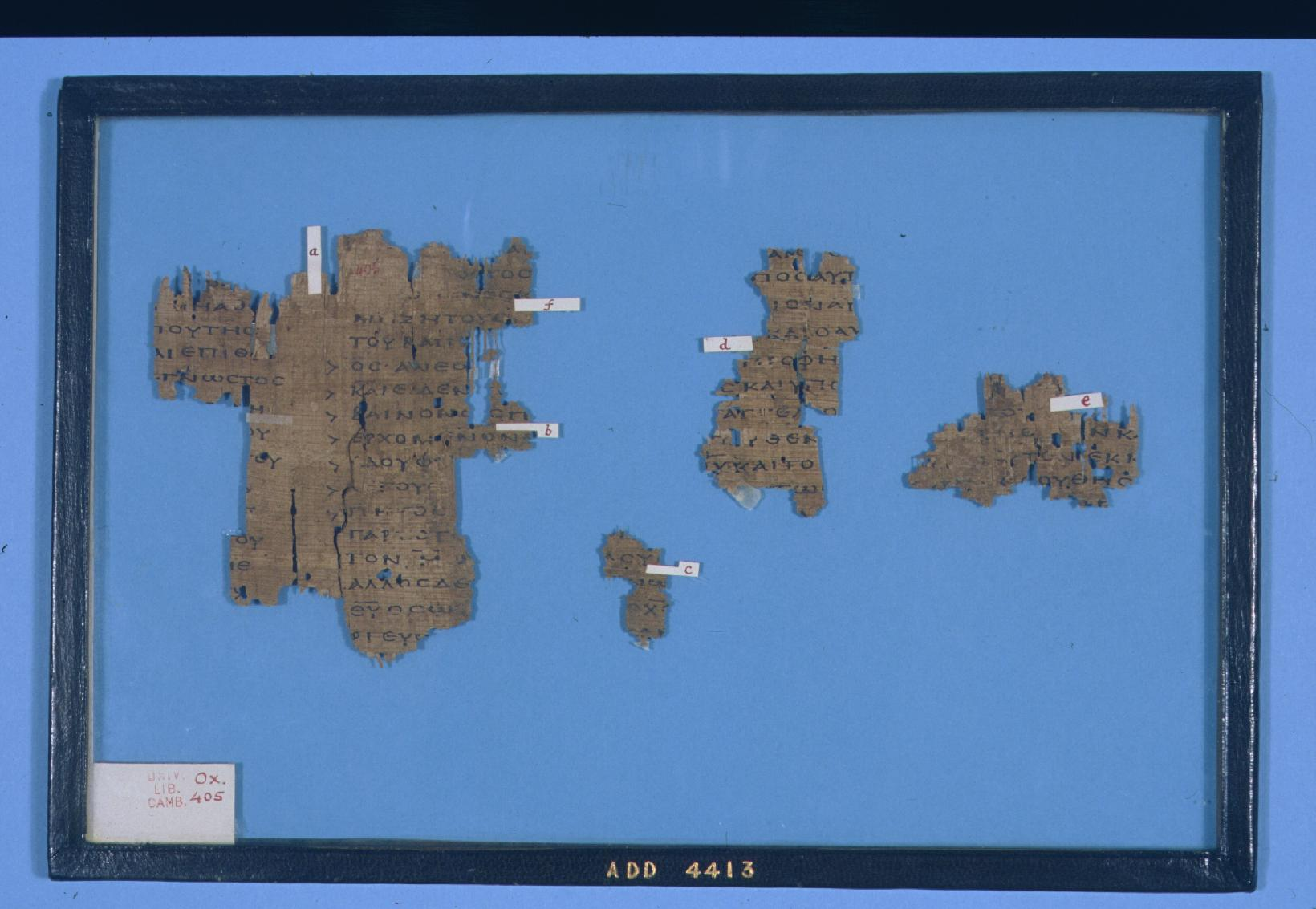
Оксіринхський папірус 405. Містить фрагмент тексту Іринея «Проти єресей» і найбільш раннім зі збережених фрагментів Євангелія. Близько 200 року. Бодліанська бібліотека

Від II століття збирання відомостей про історію Септуагінти переходить до ранніх християн, які бачили в Старому Заповіті джерело обітниці загального порятунку. Один з "учителів церкви" Юстин Філософ (мученик) у своїй «Апології», що базується, очевидно, на усній єврейській традиції, з якою він був тісно пов'язаний, згадує, що всі пророчі юдейські книги перекладено для царя Птолемея Філадельфа і його бібліотеки. Йдеться не лише про П'ятикнижжя, але й про пророцтво Ісаї. Також Юстин свідчив (Апологія I. 31), що Септуагінта все ще була повсюдною в єврейському середовищі. Однак у «Діалозі з Трифоном Юдеєм» (71) того ж Юстина вперше згадано про розбіжності між LXX і стандартним єврейським текстом, наявність в одному з них великої кількості фрагментів, відсутніх в іншому. Юстин першим озвучив версію, що рабини створили власну редакцію тексту (Діалог, 74).
Про переклад всіх пророчих книг грецькою мовою писав і Климент Александрійський (Стромати I. XXI, 148—149). Відомості, які він наводить, зводяться до наступного:
1. переклад здійснено за Птолемея Філадельфа (сина Римского імператора Марка Антонія і цариці Єгипту Клеопатри) піклуванням Деметрія Фалерського — засновником й головою Александрійської бібліотеки;;
2. успіх перекладачів пояснюється Божественним натхненням;
3. переведено не лише Закон, але й пророчі книги;
4. перекладачі працювали окремо один від одного, але виявилося, що всі їхні переклади повністю збігаються за змістом і за буквою[24].

За Климентом, справжнім ініціатором перекладу Письма був Бог; це знайшло віддзеркалення в Талмуді (Мегіла I. 9, 2), в якому йдеться про те, що не юдейське пророцтво прийшло до еллінів, але їх мова стала звучати в селищах юдеїв.
Іреней Ліонський практично дослівно повторив розповідь Климента, але додав інтерпретацію мотиву, чому розділено перекладачів:
Бажаючи випробувати їх окремо й остерігаючись, щоб вони за взаємною згодою не приховали за допомогою перекладу істини, яка міститься в Письмі— Проти єресей. III, 21, 2
Ця версія нагадує ту, яка міститься в Талмуді (Софрим), що показує тісний зв'язок юдейської та ранньохристиянської усних традицій.
Тертуліан також наводив відомості про статус тексту Септуагінти. У своїй «Апологетиці» (XVIII, 8-10) він стверджує, що в Александрії сувої LXX зберігалися у храмі елліністичного бога Серапіса разом з іншими єврейськими рукописами й що наслідком цього читання бувало навернення в християнство. Це свідоцтво добре вписується в інформацію з Листа Аристея і вводить Септуагінту в контекст діяльності Александрійської школи, в якій біблійний текст вперше отримав текстологічну і богословську інтерпретацію. Це ж означає, що грецька Біблія стала частиною традиції александрійської вченості і що всі знову перекладені розділи канону діставали загальну назву Септуагінта.
На III століття припадає анонімний трактат «Умовляння до еллінів», який за традицією приписували Юстину Філософу. Історію Септуагінти в ньому розглянуто в річищі платонівської концепції вічного «дитинства» еллінської культури: цар Птолемей зацікавився в Біблії не Законом і не пророцтвами, а давністю її тексту. В главі 13 «Умовляння» міститься розповідь про 70 тлумачів, для кожного з яких на Фаросі були побудовані окремі будиночки, руїни яких бачив на острові сам автор. Згідно з В. Вевюрком, це свідчення історичної пам'яті жителів єгипетської столиці, яка добре підтверджує відомості Листа Аристея.
Єпифаній Кіпрський, який в молодості здобував освіту в рабинів, включив у свій трактат «Про міри та ваги» багато відомостей про переклади Біблії, зроблених в його час. Він вперше озвучив думку про те, що Септуагінта не є повністю дослівним перекладом, у який тлумачі внесли деякі слова «для ясності» і кращого стилю — для допомоги язичникам. Ймовірно, з єврейської традиції він запозичив переказ, що сімдесят тлумачів переклали рівно 22 книги Письма «з допомогою Духу Святого узгоджено один з одним». За його версією, перекладачів було 72, і вони були розміщені в 36 будиночках по двоє, але не могли спілкуватися між собою; до кожного з них приставили по двоє секретарів, яким вони диктували, єврейські книги Письма отримували по черзі. Це означало остаточне визнання богонатхненності Септуагінти до початку V століття.

### Єронім Стридонський,блж. Августин Аврелій,Іван Золотоустий
Проти думки про богонатхненність Септуагінти виступив автор латинського перекладу Біблії (Вульгати) Єронім Стридонський, що мав для цього багато причин. Він дотримувався алегоричного методу тлумачення Письма, який заклав ще Ориген. Приступивши до створення стандартного тексту латинській Біблії, він потребував точно вивірених текстів грецького та єврейського Письма для вирішення надзвичайно масштабних завдань. Спочатку він ставив практичне завдання — встановити, що містить у собі «єврейський оригінал». На початку 390-х років він прийшов до необхідності перекладу з єврейського тексту, а не грецького, що відбилося в прологах до книг Вульгати. Відкрито відкинувши традицію сприйняття перекладу Сімдесяти як дива, Єронім повернувся до тез Листа Аристея, але приписував сімдесяти старцям вже переклад усіх книг, а не лише П'ятикнижжя.
Відмовившись від ідеї прямої натхненності перекладу, Єронім здійснив переворот: переказ про абсолютну ідентичність текстів тлумачів передбачав сакралізацію слова як набору літер і звуків. На практиці це не мало сенсу через відмінність варіантів і рукописів Септуагінти. Єронім протиставив цій традиції своє вчення про сенс — зміст, окремий від слова, який через це піддається перекладу і вимагає перекладацького мистецтва. Це ж стало і виправданням Септуагінти, яка часто ухилялася від букви єврейського тексту.
За словами В. С. Вевюрка, «крапку в розвитку християнської традиції про Септуагінту поставив… на Заході блж. Августин». Цьому присвячені глави 42-45 XVIII книги «Про Град Божий», в яких Августин звів воєдино всі аспекти традиції, які суперечили один одному:
1. абсолютна згода перекладачів та їх повна непогрішність — це переказ (але він може виявитися і правдою);
2. переказ має історичний і провіденціальний сенс, оскільки надає перекладу абсолютного авторитету, приносячи користь наверненим язичникам;
3. вказується на загальне шанування Септуагінти в церквах Сходу і Заходу, яке не похитнули нові переклади Єроніма;
4. якщо навіть тлумачі не провіщали, а спілкувалися між собою, то й тоді консиліум 70 старців заслуговує на найвищу довіру;
5. перекладачі внесли в текст ТРИ види змін — коли переклад містить «щось інше» в порівнянні з оригіналом; коли «неоднаковими словами виражений той самий сенс»; та коли щось опущено або додано;
6. всі три типи змін були передбачені Богом;
7. відбувається примирення єврейської традиції та традиції Сімдесяти: і ті, й інші були пророками;
8. перекладачі є не лише пророками, але і тлумачами ще давніших пророків[32].

За півстоліття до Августина аналогічні проблеми вирішував представник Антіохійської школи — Іван Золотоустий. Його погляд відрізнявся найбільшою для тієї епохи широтою, бо, активно користуючись єврейською традицією, він вказував, що авторитет Сімдесяти вищий, ніж в юдеїв-перекладачів, які були його сучасниками.
… Сімдесят тлумачів, по справедливості, перед усіма іншими заслуговують на більшу довіру. Ті перекладали після пришестя Христового, залишаючись юдеями; а тому справедливо можна підозрювати, що вони сказали так більше від ворожості, і навмисне затемнили пророцтво. Сімдесят же, які за сто років до пришестя Христового, або навіть більше, зробили цю справу, і до того ж такою великою спільнотою, вільні від будь-якої подібної підозри; вони і за часом, і за чисельністю, і за взаємною згодою, переважно заслуговують на довіру.— Тлумачення на святого Матвія Євангеліста. Бесіда V, 2
За В. Вевюрком, свобода мислення Івана виражається у двох аспектах: по-перше, він використовує критичну версію переказу про Септуагінту, залишаючи самий мінімум відомостей, достатніх для підтримання авторитету стародавнього перекладу, і, по-друге, готовий враховувати інші версії тексту. Це особливо помітно в його тлумаченнях на Ісаю і Псалом 138 (для якого він вважав за краще користуватися єврейським оригіналом, вважаючи переклад LXX непевним).
Фактично батьки золотого століття патристики виробили критерій, згідно з яким все, що допомагає розумінню Біблії, прийнятне. Сам текст вони розуміли як такий, що йому властива полісемія, а також множина історично сформованих форм, які сприймалися як однаково провіденційні. Межа між каноном і апокрифами проходила по варіативності теми канонічного тексту: автора апокрифа сприймали як самозваного авторитета. Проте в рамках канонічного тексту варіативність знаків, слів і цілих виразів могли навіть вітати.

## Відмова від Септуагінти в раввіністському юдаїзмі

Великий сувій Ісаї зі знахідок у Кумрані (1Qlsa); його текст приблизно на 1100 років старший, ніж сучасний масоретський. II століття до н. е. (?), Музей Ізраїлю

Зібрання біблійних книг, що стало надбанням Александрійської школи, ще не було каноном у середньовічному значенні цього терміну. Відмінністю його була незавершеність; ранній канон не допускав включення до свого складу нових книг. Тут показовий приклад книги Сираха, перекладач якої у передмові вказує читачеві, що автор — звичайна освічена людина з благочестивого оточення, а не пророк. Проте вже під час створення Септуагінти був суворий відбір джерел для зібрання святих книг, які стали Біблією в сучасному сенсі цього слова. Перший переклад Старого Заповіту віддзеркалює процес поступового становлення канону, який завершився в момент розмежування єврейського середовища на християнське і юдейське в рамках єдиної — біблійної картини світу. Саме тоді виникло питання про межі Божественного слова. Тут яскравими прикладами є раввіністські дискусії II століття про Пісню над піснями та книгу Екклезіястову.
Причини, через які юдаїзм відкинув Септуагінту як ціле і у всіх деталях, викладені у передмові до Штутгартського видання:
1. Септуагінта стала частиною Біблії християнської церкви, причому християни посилалися й на ті читання, які для юдеїв не мали доказової сили;
2. в Палестині був встановлений і освячений канон, який відрізняється від Александрійського;
3. у II столітті в середовищі єврейських екзегетів перемогла лінія Аківи, який надавав значення кожній літері Святого Письма[36].

Всі ці причини накладалися одна на одну. Відмітною рисою юдаїзму є вчення про дві Тори — Усний Закон та письмову, з яких лише усна є єдиним надбанням юдеїв, тоді як письмовою через грецький переклад заволоділи язичники. Усна Тора відрізняється від християнського Святого Передання: в ній допустимі суперечності, про які ще й досі дискутують вчені рабини, також вона має езотеричні боки, відрізняючись від християнської екзегези, доступної будь-якому читачеві (який, проте, необов'язково має право тлумачити). Згідно з уявленнями стародавніх рабинів, тлумачення повинні бути усними і за статусом — їх не слід записувати (Гіттін XL. 2). Усна Тора може і за буквою не збігатись із записаною і навіть виходити далеко за межі простого сенсу. У цьому випадку біблійний текст трактується як літерний та числовий код, в якому кожен знак виймається з контексту і набуває самостійного змісту і значення. Переважання езотеричного знання в середовищі вчених рабинів закріпилось на початку II століття, коли синедріон очолив рабі Аківа бен Йосеф. Саме він був засновником течії, яка прагнула надати значення кожній літері в Торі. В Талмуді (Берешит Шаббат 25а) стверджується, що «Істини, не явлені Мойсею, відкрились Аківі». У трактаті «Баба-Меціа» (Тосефта 2, 29) повідомляється, що учень Аківи — рав Меїр — у середині II століття ввів у викладання в єврейських школах формальне розрізнення між Письмом і Премудрістю, що являла собою більше, ніж просте тлумачення Письма.
Таким чином, поступово Тору починають розуміти як вручену одному лише Ізраїлю «коштовність, якою створений Світ» (Авот III. 14). Іншими словами, Бога починають сприймати як читача власної Тори, а Його творча функція поєднується з єврейською мовою і квадратним письмом. Так і почалася дискредитація грецького перекладу. Завершення цього процесу зафіксував Юстиніан у своїй 146-й новелі De Hebraeis 553 року. У вступі до неї він повідомляє про розбіжності між євреями, одні з яких вважали, що лише іврит можна вживати для читання Святого Письма, інші вважали, що для цього придатна й грецька мова. Новела постановляє, що охочі можуть читати Писання грецькою та «будь-якою мовою, яка поширена в їхній місцевості». Характерно, що в законодавчому тексті повторюється легенда про 72 тлумачі, розміщені в 36 келіях по двоє. Новела рекомендує читати Септуагінту (і альтернативний переклад Акили) як «надійніший і кращий переклад, ніж всі інші». Метою цього законодавчого акту було зупинити витіснення з синагог Східної Римської імперії нормативного грецького перекладу якимось іншим перекладом (усним), на зразок арамейських таргумів. Згідно з В. Вевюрком, з християнізацією Імперії грецька мова стала втрачати позиції в середовищі євреїв у міру зростання їх невдоволення своєю соціально-політичною роллю і наступу держави на права самоврядування. Саме ця обставина визначила відмову від Септуагінти та грецької синагогальной літургії, а потім і повну заборону на використання перекладів Тори взагалі.
Сучасні ізраїльські дослідники також підкреслюють, що створення Септуагінти віддзеркалювало процес еллінізації єгипетської громади, викликаючи побоювання старійшин-Юдеїв, що читання Тори грецькою мовою призведе до відпадіння від єврейської ідентичності як такої. За словами М. Штереншиса, подібні побоювання виявилися правильними — з часом значна частина єгипетських євреїв розчинилася в грецькому суспільстві. Він дотримувався теорії, що єгипетські євреї переклали Септуагінту для власних потреб громади — у зв'язку з тим, що багато із них не володіли івритом.

## Антична ревізія Септуагінти. Створення стандартної візантійської версії

Дерево зводів і редакцій Старого Заповіту. Септуагінта позначена як LXX. Буквою א (алеф) позначений Синайський кодекс, А — Александрійський кодекс, — Ватиканський кодекс, Q — Codex Marchalianus. Encyclopaedia Biblica, 1899

У перші століття нашої ери в юдео-християнському середовищі створено ще кілька грецьких версій всіх старозавітних книг, відомі імена трьох перекладачі — Акила, Симмах і Феодотіон. У III столітті Ориген здійснив грандіозний текстологічний проект, створивши Гексаплу, в якій опубліковано разом протомасоретський текст, власне Септуагінту і три зазначені версії перекладу. Вони суттєво вплинули на текст LXX. Після Гексапли створено варіант Лукіана, датований IV століттям, на той же час припадає початок оформлення більш-менш стандартизованої візантійської версії. Е. Тов налічував три причини створення ревізій Септуагінти:
1. розбіжності між Септуагінтою і єврейським текстом;
2. оскільки Септуагінтою стали користуватися християни, євреї прагнули створювати інші переклади;
3. віддзеркалення єврейської екзегези того часу.

### Переклад Акили
Акила з Понту завершив свою працю не пізніше 177 року, оскільки її згадує у своєму трактаті Іреней Ліонський. Сучасні дослідники вважають найбільш ймовірною роботу над перекладом у 130-ті роки. Єпифаній Кіпрський наводив переказ, що Акила був прозелітом, тобто християнином, наверненим з язичників (стверджувалося також, що він був родичем імператора Адріана), але через переслідування одновірцями астрології, якою він займався, перейшов у юдаїзм. Дослідники визнають цей переказ важливим, оскільки він дозволяє пояснити зв'язок Акили й рава Аківи, вплив на нього вавилонської ранньоталмудичної традиції і те, що саме в екзегезі Акили починається використання гематрії, так характерної для раввінізму. Юдейські джерела ототожнюють його з Онкелосом — автором відомого таргума.
Святий Єронім неодноразово згадував і високо оцінював Акилу, оскільки їхні завдання були певною мірою схожими, крім того, підкреслено нелітературний буквальний переклад Акили слугував для Єроніма свого роду підрядником і довідником. Ставлення до перекладу Акили як посібника з єврейської граматики він успадкував від Оригена. Видавець Гексапли Філд описував метод Акили таким чином:
1. при перекладі кожної лексеми її буквальному сенсу перевага віддається перед будь-яким переносним;
2. така ж однозначність витримується щодо будь-якої частини мови;
3. переклад кожного слова єврейського тексту в порядку його появи;
4. створення дієслівних форм, які ніколи не існували в грецькій мові, від їхніх івритських еквівалентів — іменників (український аналог: «діадемувати» або «костити»);
5. переклад єврейських двоскладних слів двома грецькими словами у всіх випадках;
6. передача деяких єврейських слів суголосними грецькими, ігноруючи сенс (мабуть, Акила сприймав єврейську мову як матрицю всіх інших мов)[46].

Г. Теккерей називав ці особливості «варварськими», однак папірологічні свідоцтва та кумранські рукописи показують, що всі зазначені тенденції з'явилися ще в редакціях біблійного тексту початку нашої ери. Так почалися спроби наблизити текст Септуагінти до прийнятого в Палестині єврейського тексту, що завершилося створенням принципово іншої текстологічної традиції й випередило створення масоретського тексту.

### Переклад Симмаха
Симмах Евіоніт був за походженням самаритянином і належав до жебручої юдео-християнської секти ебіонітів, які поєднували відмову від майна з Законом Мойсеєвим, про що писав Євсевій Кесарійський («Церковна історія» VI, 17). По виході з самаритянства він прийняв юдаїзм, його ототожнюють з талмудичним Сумхусом, учнем рава Меїра. Згідно з Єронімом, Симмах «перекладав швидше за змістом, ніж за буквою». Його перекладами активно користувався Феодорит Кирський при екзегезі Псалтиря. Основні особливості перекладу Симмаха були такі:
1. прагнення до зрозумілості цілого, а не передачі окремих слів;
2. рідкісне вживання гебраїзмів, евфемізація виразів, які можуть збентежити непідготовленого читача;
3. богословська тенденція — він робив акцент на воскресінні мертвих;
4. збереження класичної грецької мови і стилю, заміна ідіом (наприклад, «муж крові» на «людина, що заплямувала себе вбивством»);
5. допущення парафрази замість перекладу.

Прагнення Симмаха до зрозумілості було настільки сильним, що він заміняв біблійні топоніми на зрозумілі середньому грецькомовному читачеві, наприклад, Арарат на Вірменію.
Переклад Симмаха був орієнтований на звичайну грамотну людину, що читає літературною грецькою мовою, без опори на сформовану літургійну та молитовну традицію. Мабуть, це загальна тенденція для юдео-християнського розуміння Біблії, яка була в цьому середовищі джерелом різнобічної інформації, цінність якої підвищувалася в міру зростання виразності її розуміння. Традиція, в якій створено версію Симмаха, істотно вплинула на несторіанство.

### Переклад Феодотіона
Феодотіон, за традицією, жив у часи Коммода, тобто мав завершити свій переклад раніше за Симмаха. За Єпіфанієм Кіпрським, він спочатку був гностиком — послідовником Маркіона, але потім навернувся в юдаїзм і вивчив єврейську мову (Про ваги, 17). Його стиль перекладу Псалтиря високо оцінював Єронім. Загалом його метод перекладу ближчий до Акили, відповідно, і стиль його простий і громіздкий. Головною особливістю перекладу Феодотіона є вживання великої кількості єврейських слів, переданих грецькими літерами, без перекладу. Передусім, це назви тварин і рослин, топоніми, архітектурні або релігійні терміни. У тексті Септуагінти Ориген виправив Книгу Йова саме за перекладом Феодотіона, звіряючи його з єврейським оригіналом, а Книгу Даниїла, за повідомленням Єроніма, Церква прийняла замість наявного раніше перекладу. Також текстологи XIX століття виявили, що в цілій низці місць новозавітного канону Старий Заповіт цитується саме в перекладі Феодотіона, цей самий переклад використовувався в цитуванні авторитетного ранньохристиянського тексту — «Пастиря» Герми.

### Гексапла

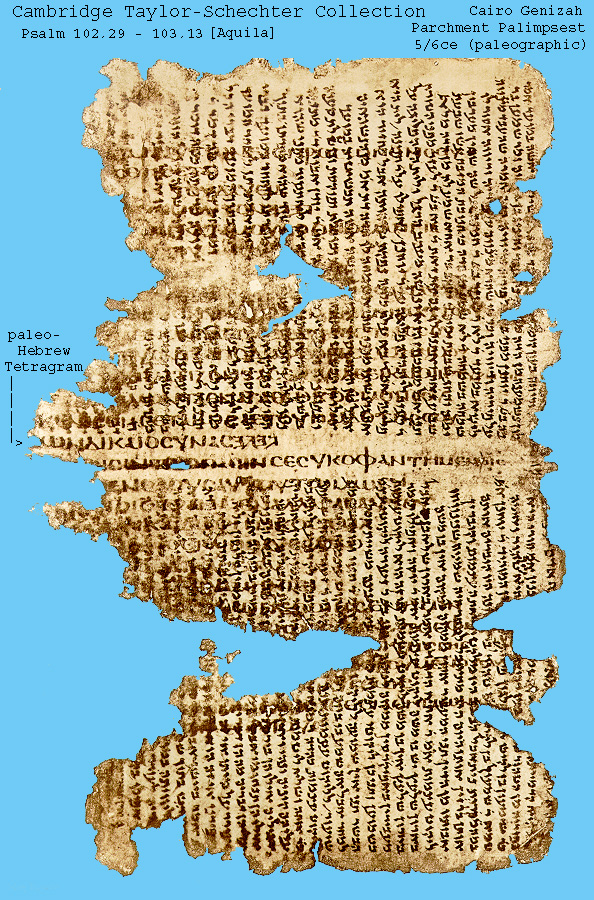
Залишки тексту Гексаплы (Псалми в перекладі Акили) зі знахідок у Каїрській генизі. Колекція Тейлора — Шехтера, Бібліотека Кембриджського університету

Грандіозний звід біблійних текстів Ориген створив під час свого перебування в Палестині, а далі його перенесли в Кесарійську бібліотеку. Ориген розташував шість версій відомих йому старозавітних текстів (звідси назва — «вшестерена», дав.-гр. Ἑξαπλᾶ) паралельними стовпцями в такому порядку:
1. єврейський текст консонантним письмом (без оголосовувань, як було заведено в античності);
2. грецька транскрипція оголосовування першого;
3. переклад Акили;
4. переклад Симмаха;
5. Септуагінта;
6. переклад Феодотіона.

Порядок, мабуть, визначався ступенем зв'язку з єврейським текстом, а Феодотіон сприймався як редактор Септуагінти. Причинами складання Гексапли зазвичай називають прагнення виправити Септуагінту за єврейським текстом, щоб позбавити юдеїв аргументу «зіпсованості Письма». Ориген вносив правки в текст Септуагінти, додаючи пропущені слова і фрази з єврейського тексту, позначаючи їх спеціальними знаками, розробленими Аристархом Самофракійським, — астериском і обелюсом. Інші переклади слугували йому посібником для розуміння основного тексту і як свідчення розуміння оригіналу. З коментаря Оригена до Євангелія від Матвія (XV, 14) видно, що він не прагнув просто виправляти грецький текст за єврейським, а свідомо шукав варіанти, визнані всіма свідками тексту. Додаткові читання Септуагінти він не усував, а лише позначав для читача, який сам мав вирішувати, приймати їх чи ні.
«Проблема Гексапли» виникла через те, що Септуагінту після III століття стали переписувати переважно з редакції Оригена, автоматично вносячи його доповнення, але не відтворюючи критичного апарату, який загинув майже повністю. Учні та колеги Оригена — Памфил і Євсевій — ретельно переписали п'яту колонку Гексапл, цей текст мав широкий вжиток у IV столітті. Повним примірником Гексапл користувався ще Єронім; вважають, що оригінал загинув під час взяття арабами Кесарії Палестинської в 653 році. Мабуть, жодної повної копії Гексапли ніколи не було зроблено через колосальний обсяг праці: за оцінкою Г. Свита, якщо він мав форму кодексу, то складався не менш як із 3250 пергаментних аркушів, тобто близько 6500 сторінок тексту, і це за умови, що були переписані тільки 22 канонічні книги. Г. Світ проводив аналогії з Ватиканським кодексом, на сторінках якого текст був записаний в три колонки, даючи шість колонок на розвороті.
На думку Г. Теккерея, усунення гексапларних інтерполяцій є найважливішим завданням текстології Септуагінти. Сучасна наука вважає це завдання вкрай важким. Єдиним надійним методом є внутрішнє дослідження тексту: Ориген додавав у грецький текст все, що відрізняло від нього єврейський текст. Таким чином, можна виділити місця, коли Септуагінта розходиться з єврейським текстом змістовно, а не лише екзегетично. Доведені сліди редакції Оригена також надійно свідчать, що Старий Заповіт не піддався християнським інтерполяціям — сам він ще жив у часи гонінь, коли виправлення було практично неможливим, і сам же заклав основи біблійної текстології, яка зробила систематичне внесення інтерполяцій неможливим.

### Створення стандартного візантійського тексту Септуагінти
Єронім Стридонський писав, що йому відомі три основні редакції грецького тексту Септуагінти, які породжували неузгодженість старолатинських перекладів. Крім Оригенової Гексапли, він згадував редакцію Ісихія Александрійського (нині вважають, що від неї походить текст Ватиканського кодексу) і преподобномученика Лукіана, засновника Антіохійської школи. Про останнього у візантійському словнику Суди (Λ 685, 10-15) сказано, що він очистив біблійні книги від виправлень «людей лукавих, близьких еллінізму». Г. Світ вважав, що він звіряв грецький текст з єврейським, але це був не той варіант, з якого виник сучасний масоретський текст. Трапляються також думки, що основою праці Лукіана був автентичний грецький варіант Біблії. На основі редакції Лукіана створено стандартний Константинопольський текст, який і став основою готського, церковнослов'янського та старосирійського біблійних перекладів, на цей самий прототип спиралися й деякі старолатинські перекладачі.
У порівнянні з іншими варіантами Септуагінти, текстові Лукіана властиві такі ознаки:
1. заповнення пропущених місць;
2. подвійні читання різним чином перекладених фраз;
3. заміна займенників власними іменами;
4. короткі контекстуальні додавання;
5. переклад замість транслітерації;
6. заміна елліністичних мовних форм аттичними.

Втім, єдиним текстом Константинопольський варіант так і не став до кінця Середніх віків. У цьому плані показовим є цитування перекладу Акили Костянтином Філософом, а також використання перекладів Акили й Симмаха в полеміці навколо слов'янського перекладу Письма Чорноризцем Храбрим. Проте вже новгородський архієпископ Геннадій у своєму посланні 1489 року називає Акилу, Симмаха і Феодотіона винуватцями єретичного спотворення Святого Письма; інвективи, як і наведені там само відомості з Листа Аристея, запозичені з передмови Микити Іраклійського до тлумачень на Псалтир.
І. Вевюрко так резюмував процес створення Константинопольської редакції:
Створена єврейською книжністю дораввіністичного періоду, Септуагінта згодом зазнала всього того, на що приречений рукописний текст, який перебуває у вільному обігу. Потім, внаслідок редакторської діяльності християнських вчених перших століть, частково аналогічній роботі масоретів над єврейськими рукописами, її текст зведено до одноманітного настільки, наскільки дозволяли можливості тогочасної науки. При цьому, на відміну від масоретів, ці редактори не прагнули до максимальної уніфікації на рівні букви , залишаючи текст пов'язаним з давньою усною екзегетичною традицією множинними нитками варіативних читань.

## Мова Септуагінти
В. Вевюрко зазначав: «Головною особливістю мови Септуагінти, яка надійно відрізняє її від мови літературної грецької койне будь-якої епохи, є те, що в цілій низці випадків її граматичний лад можна пояснити лише з єврейського тексту, і це системна, а не спорадична ознака».
Септуагінта вперше демонструє феномен так званої біблійної мови" або «біблійного стилю», тобто мови, яка на тлі літературної та розмовної норми своєї епохи вирізняється систематичною своєрідністю. Освічений читач її сприймає як неправильну і темну або особливу, священну мову. Характерно, що дослідження численних рукописних версій і зводів показує логіку розвитку цієї мови й стилю — від вільного пошуку норм перекладу на ранньому етапі до закріплення набору ідіоматичних фігур і структур, які буквально відтворюють оригінал. Однак свобода дій ранніх перекладачів була заздалегідь обмежена копіюванням деяких оригінальних форм, які стали основою для всіх наступних перекладів. Насамперед, це вступні звороти з союзом «і» на початку кожної фрази в оповідних фрагментах біблійної прози.
Навмисність мовної своєрідності у перекладачів і редакторів Септуагінти залишається дискусійним питанням. Ще на початку Нового часу існувала концепція особливої «біблійної мови», яка, однак, була відкинута у XVIII столітті, але знову запанувала на початку XX століття. Завдяки папірологічним знахідкам виявилося, що мова Септуагінти й наступного за нею Нового Заповіту досить наближена до, хоча і не тотожна розмовній грецькій мові епохи еллінізму — койне (дав.-гр. κοινὴ διάλεκτος), тому в практиці біблійних філологів ці поняття вважаються синонімами. Багато оборотів і стильових прийомів, які вважалися гебраїзмами, виявилися при глибшому дослідженні грецькими архаїзмами, «реанімованими для перекладу Письма. Наприклад, вживання абсолютного інфінітива: в Бут 2:16 дав.-гр. βρώσει φάγῃ („снѣ́дію снѣ́си“ церковнослов'янського перекладу) і Ав 3:9 дав.-гр. ἐντείνων ἐντενεῖς („наляцáя налячéши“), є для Септуагінти найбільш характерним; церковнослов'янський переклад точно відтворює ті самі конструкції. Обидві ці конструкції представлені в грецьких текстах, які не зазнали семітського впливу, — у Платона і Геродота. Якщо у класичних письменників такі конструкції були залишковими, то в Септуагінті вони численні й відповідають загальній тенденції архаїзації стилю і відходу від складного синтаксису до спрощеного мовлення, яка при цьому вирізняється урочистістю.
Ідіоматичні вирази єврейської мови передаються в грецькому тексті Септуагінти не узгоджено, причому не лише в різних книгах, але й в рамках однієї книги. Характерним стилістичним прийомом є використання постпозитивного займенника в Пісні над піснями. Цей стилістичний прийом, характерний для івриту та арамейської мови, перейшов в їдиш і розмовну мову російськомовної діаспори. Однак завдяки біблійним переказам, постпозитивний займенник зберігся і в літературній російській мові, хоча й у менш частому вживанні („ступай себе с миром“ тощо).

## Септуагінта і масоретська Біблія
Єврейський оригінал грецької Біблії відрізнявся від того тексту, який згодом утвердився в єврейській традиції як канонічний. У раввіністичному середовищі Септуагінту можна розглядати як найбільш ранній зі збережених мідрашів (визначення Шаула Лібермана). Однак Септуагінта відрізняється від арамейських таргумів, які роз'яснювали як зміст, так і дослівний сенс тексту за допомогою богословських понять свого часу. Мідраші були раввіністським тлумаченням. Проте головне призначення Септуагінти — літургійне і легіслативне, тому так звані „вставки“, які є в її тексті й відсутні в масоретському, є відбиттям давнього оригіналу. Проблема полягає також у тому, що книги Старого Заповіту пережили складну історію редагування, з'єднання різних традицій і переказів. Зокрема, передбачають, що в оточенні пророка Єремії у свій час існувало дві редакції його пророцтв — коротка, покладена в основу Септуагінти, і розлога, яку використано в масоретському тексті. За Михайлом Селезньович, „якщо ця гіпотеза правильна, тоді втрачає сенс дискусія про автентичність та переваги одного з текстів“. Приблизно така ж картина спостерігається з другою половиною книги Вихід, яка сильно розходиться в масоретській версії та LXX. Мабуть, ці розбіжності також припадають на епоху редагування тексту.

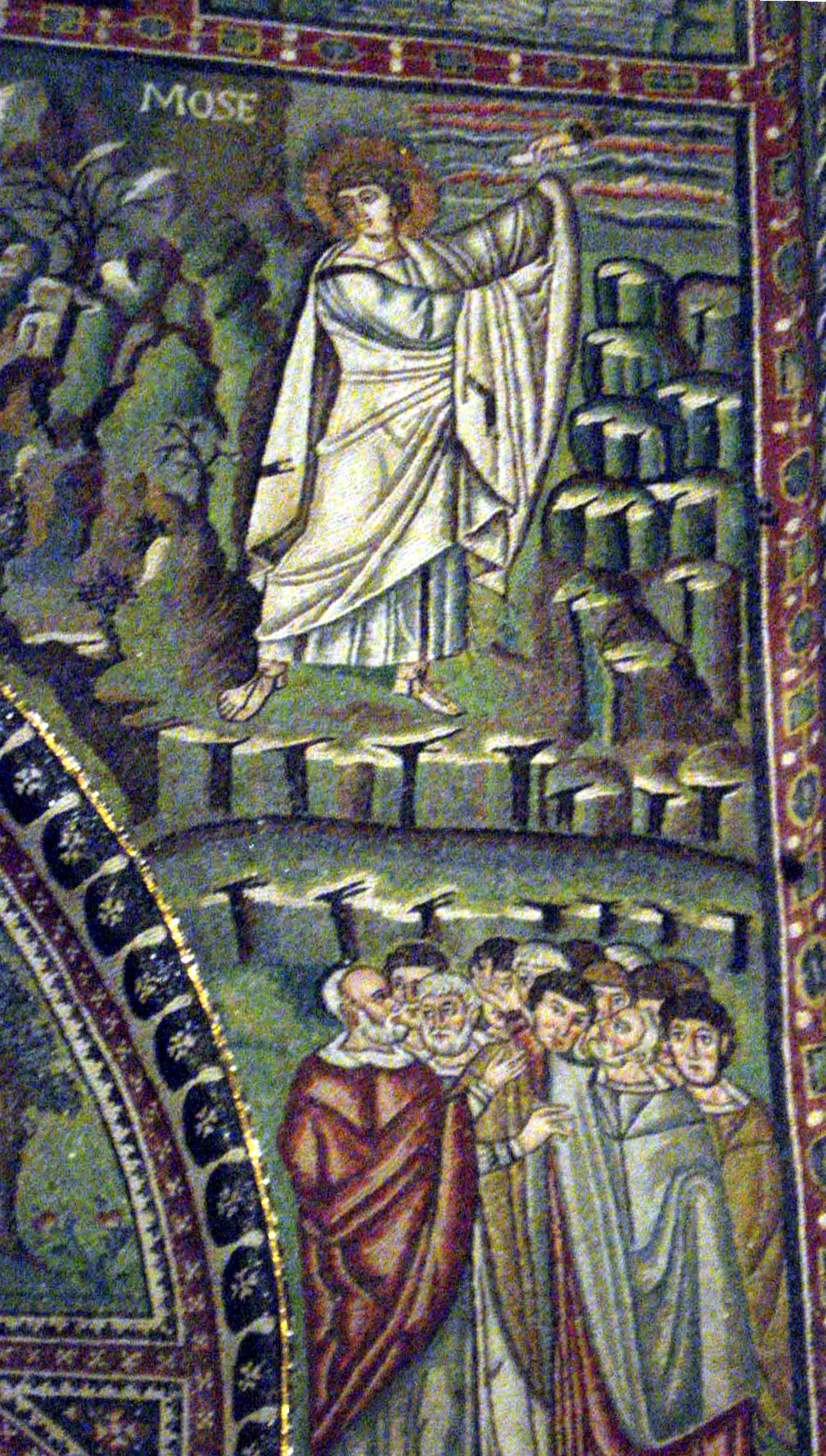
Мойсей одержує одкровення на горі Синай на очах старійшин Ізраїлевих. Мозаїка церкви Святого Віталія, Равенна, VI ст.

Найбільш істотні відмінності виходили в процесі перекладу єврейського оригіналу на грецьку мову, що пояснюється і мовними і культурними особливостями. Значення грецьких слів не завжди збігалися з відтінками сенсів єврейських, а жорсткіший синтаксис івриту неможливо передати засобами грецької мови. Філологи, які вивчали кумранські тексти, виявили, що перекладачі добре знали й розуміли мову оригіналу і оперували стародавніми значеннями слів, які були забуті в подальшій масоретській традиції і їх відновила гебраїстика тільки в XX столітті. Оскільки оригінальний текст записувався консонантним письмом, вокалізацію заучували напам'ять. Процес перекладу, мабуть, включав щонайменше три операції: рецитація єврейського тексту, переклад на грецьку мову з голосу, запис грецького перекладу з голосу. Організація праці перекладачів добре узгоджується з легендою про тлумачів, поміщених у келії, й приставлених до них секретарів.
Траплялося і свідоме правлення, оскільки перекладачі вважали себе одночасно і редакторами, і прагнули, подібно до авторів таргумів, зробити текст зрозумілішим і певнішим. Траплялась і теологічна інтерпретація, коли перекладач відновлював істинний, в його розумінні, сенс тексту. У науковій літературі найчастіше наводиться приклад з 2 М 24:10. У єврейському тексті книги Вихід старійшини Ізраїлю, які зійшли на гору Синай слідом за Мойсеєм, „бачили Бога Ізраїлевого“ (дав-євр. וַיִּרְאוּ אֵת אֱלֹהֵי יִשְׂרָאֵל), тоді як в грецькому тексті вони „бачили місце, де стояв Бог Ізраїлів“ (дав.-гр. καὶ εἶδον τὸν τόπον οὗ εἱστήκει ἐκεῖ ὁ θεὸς τοῦ Ἰσραήλ). За контекстом це не проста заміна, оскільки вона погоджена з наступною частиною фрази — „і під ногами Його (дав.-гр. ὑπὸ τοὺς πόδας αὐτοῦ) ніби зроблене з сапфірової плити, і немов саме небо, ясне“. Тобто в масоретському варіанті старійшини бачили самого Бога Ізраїлевого, а в Септуагінті — лише Його місце і ознаку Його присутності: щось, подібне до неба, яке спустилося на землю (хоча це вони бачили і згідно з масоретським варіантом). Є версія, що узгодження відбулося на основі тексту псалмів (Пс 131:7) дав.-гр. προσκυνήσομεν εἰς τὸν τόπον οὗ ἔστησαν οἱ πόδες αὐτοῦ , дослівно: „вклонімося місцю, де стояли ноги Його“. У контексті псалма йде прославлення Єрусалима як „земного неба“, яке ні в чому не поступається Синаю. Подібні екзегетичні прийоми нерегулярно зустрічаються в Септуагінті, а в масоретському П'ятикнижжі спостерігаються частіше.
Перекладачі Септуагінти були релігійними євреями, для яких дотримання Тори вже було чимось само собою зрозумілим. З цього погляду редагувалися багато місць Письма. Наприклад, у Повторенні закону (5 М 16:22) заборонено споруджувати „стели“ як язичницький звичай, але у Виході (2 М 24:4) Мойсей спорудив жертовника під горою і 12 стел за числом колін Ізраїлевих. У грецькому тексті перекладачі виправили стели на „камені“. Строгість ритуалу призвела навіть до корекції дій Бога: створивши світ, Він завершив на день сьомий свою роботу, над якою трудився» (1 М 2:2). Це в очах елліністичних екзегетів могло означати, що Бог порушував суботу, тому в Септуагінті (а також в Самаритянському П'ятикнижжі) текст виправлений: Бог завершує роботу «на день шостий». Оскільки в епоху еллінізму змінилися уявлення про людину і характер релігійного почуття, редакторська робота йшла і в цьому напрямку. Наприклад, замість «радості» (2 М 18:9, Лев 9:23-24) з'являється «подив» (дав.-гр. Ἔξτασις). За підрахунками Г. Бертрама, це слово — одне з найхарактерніших для Септуагінти, вживаючись у тексті 89 разів. Воно відповідає при цьому 30 різним єврейським словам.
Тема філософської зацікавленості тлумачів була популярною в літературі XIX століття, однак у наш час це питання визнають далеким від вирішення. Філософську підготовку перекладачів Септуагінти розглядають у літературі прямо протилежним чином — від передачі в перекладі книги Буття платонічних ідей до повного заперечення знайомства тлумачів з грецькою філософією. На думку І. Вевюрко: «…текст Септуагінти в багатьох випадках підлягає філософському аналізу, містячи в собі перекладацьке осмислення цілої низки філософськи значущих положень біблійної думки. Однак кожен такий випадок потрібно розглядати окремо, а загалом якусь тенденцію — ідеалізації, спіритуалізації і т. д. — в інтерпретативних шарах цього давнього перекладу виявити не вдається».

## Рукописна передача тексту Септуагінти та друковані видання
1863 року Пауль де Лагард запропонував методи реконструкції автентичного тексту LXX. У загальних рисах їх використовують і сучасні дослідники. Текстологам істотний такий висновок де Лагарда: всі збережені кодекси LXX еклектичні за походженням, тому реконструкція найдавнішого шару також буде еклектичною. На думку Михайла Селезньова:
…починаючи з глибокої давнини Септуагінта постійно редагується, звіряється з єврейським текстом, підпадає під вплив пізніших перекладів Старого Заповіту з єврейської на грецьку (переклади Акили, Симмаха, Феодотіона, які з'являються на початку нашої ери). Тому розбіжності різних рукописів Септуагінти між собою чи не численніші, ніж розбіжності між Септуагінтою і масоретським текстом. А завдання відтворення протографа Септуагінти — настільки ж складна, як завдання відтворення єврейського протографа.

Стабілізація тексту Септуагінти спостерігається лише з появою друкованих видань. Характерно, що друковані видання грецького Старого Заповіту, що їх використовує грецька Православна Церква, дуже сильно відрізняються від тексту наукових, критичних видань Септуагінти. Видання грецької Церкви спираються на пізньосередньовічні рукописи. Критичні видання прагнуть відновити текст епохи еллінізму.

### Рукописна передача

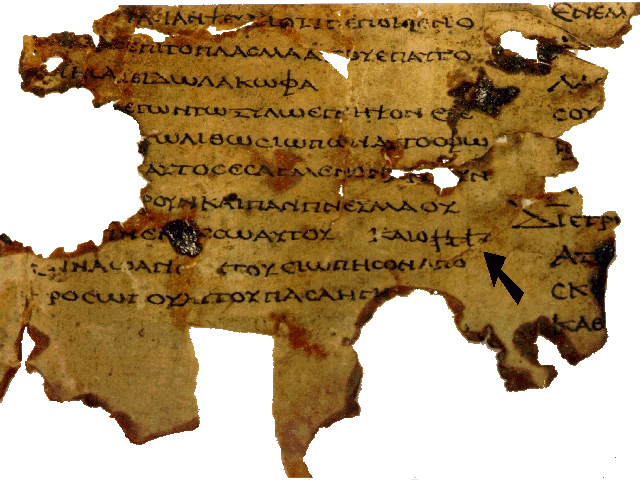
Фрагмент грецького тексту одного з малих пророків на папірусі. Стрілка вказує на тетраграматон, виконаний єврейським письмом. Знахідка з Нахал-Хевер (8HevXII gr), між 50-м роком до н. е. і 50 роком н. е.

Перший зведений каталог рукописів Септуагінти опублікували 1827 року англійські священики Роберт Голмс і Джеймс Парсонс; їм було відомо 311 кодексів, найдавніші з яких були позначені римськими цифрами I—XIII. Вже до кінця XIX століття це число сильно зросло, внаслідок як папірологічних знахідок, так і відкриття Синайського кодексу та деяких інших документів. Переважна більшість цих рукописів — фрагментарні, лише лічені одиниці включають весь грецький Старий Заповіт. За даними Геттінгенсьї Академії наук, станом на 2015 рік відомо близько 2000 рукописів Септуагінти, які припадають на період II століття до н. е. — XVI століття.
Кількість папірусних свідоцтв постійно зростає. Якщо в «Каталозі» ван Хельста, виданому в 1976 році, згадані 323 папіруси, то до кінця XX століття опубліковано ще 40 нових папірусних знахідок. Стародавність папірусів не обов'язково передбачає їх текстологічну перевагу над пізнішими рукописами на пергаменті, в яких часто зберігаються стародавні читання, зіпсовані або виправлені у папірусних фрагментах, що дійшли до нас.
Для підготовки критичних видань Септуагінти особливе значення мають такі рукописи:
- Ватиканський кодекс (IV століття). Сходить до догексапларного тексту. Можливо, походить з Александрії, до Італії потрапив з Константинополя. Містить лакуни в книгах Буття і в Псалтирі (немає Пс. 105:27 — 137:6)[82]. Ватиканський кодекс лежить в основі кількох пізніших видань грецького тексту: Сикстинського (1587), оксфордського Г. Світа (1895) і кембриджського (1940).

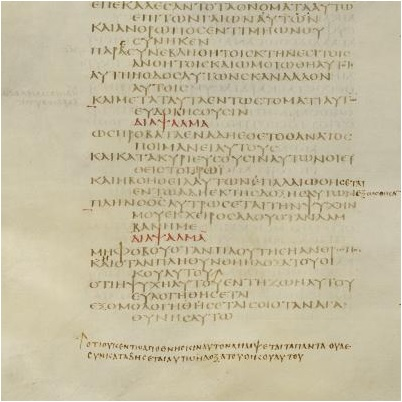
Колонка тексту Синайського кодексу з текстом. Британська бібліотека

- Синайський кодекс (IV століття). Походить, ймовірно, з Александрії. Численні лакуни (наприклад, відсутнє майже все П'ятикнижжя). Текстологічно Синайський кодекс близький до ватиканської редакції (за винятком книги Товита). Оскільки вже в давнину рукопис виправили за Гексаплою, цінність його для відновлення догексапларного тексту Септуагінти мінімальна; до того ж, значну частину Старого Заповіту втрачено. Його виявив Костянтин Тішендорф у Монастирі святої Катерини на Синаї в 1844 році[83].
- Александрійський кодекс (V століття). Походить з Александрії або Константинополя (його привезли в Александрію між 1308 і 1316 роками). Містить майже весь біблійний текст за винятком деяких віршів із Буття, двох розділів Першої книги Самуїла і Псалма 49. Редакція еклектична: у перших пророчих книгах відзначаються сліди оригенівськой рецензії, а в Псалтирі і книзі Йова — лукіанівської. Характеризується численними доповненнями і гармонізацією читань[84].
- Кодекс Єфрема (V століття). Палімпсест на 209 аркушах, зі Старого Завіту збереглися лише 45 листів. Публікація цього кодексу 1845 року принесла репутацію Тішендорфу[85].
- Коттонівський Генезис[ru] (VI століття). Багато ілюстрований рукопис, ймовірно, єгипетського походження. До 1857 року вважався найдавнішим кодексом Септуагінти. Сильно пошкоджений пожежею 1731 року, фрагменти опублікував Тішендорф[86].

Анатолій Алєксєєв зазначає, що все це — «дуже дорогі рукописи, які призначалися не для церковно-літургійного застосування, а для бібліотек. Не виключено, що своїм існуванням вони зобов'язані відомому дорученню імператора Костянтина про виготовлення 50 кодексів Біблії, з яким він звернувся до знаменитого церковного вченого Євсевія Памфіла… Видається, що створення повних кодексів Біблії в ту епоху могло відбивати секуляризоване або язичницьке ставлення до Св. Письма як до свого роду юридичного кодексу поза конкретними умовами церковно-літургійного застосування текстів».

### Друковані видання

#### Першовидання за рукописами
Вперше друкований текст Септуагінти з'явився на світ у Мілані в 1481 році, це був Міланський Псалтир, опублікований Франческо Буонкорсо (Бонакурсіус). Також псалтир надрукував Мануцій Альд у Венеції раніше 1498 року. Однак повні видання грецького тексту з'явилися дещо пізніше.
- Комплютенська Поліглотта — перше багатомовне видання повного тексту Біблії та водночас перше друковане видання грецького Старого Заповіту (третя колонка тексту після Танаха — з таргумом Онкелоса — і Вульгати) — з підрядковим латинським перекладом. Зроблено в Іспанії з ініціативи кардинала Хіменеса де Сіснероса в 1514—1517 роках у шести томах, надруковано лише 1522 року, тобто вже після венеціанського видання друкарні Альда. Це сталося через те, що Еразм Ротердамський 1516 року дістав виключне чотирирічне право на друкування Textus Receptus від імператора Максиміліана і Папи Лева Х. Грецький шрифт змодельовано за рукописами XI—XII століть; він недосконалий: відсутні знаки густого і тонкого придиху, наголоси розставлені непослідовно, причому ударні склади позначені простим апексом, який нагадує гострий наголос. Навпроти кожної грецької фрази згідно з текстом Вульгати стоїть латинська буква, що допомагає тим читачам, які слабко володіють грецькою мовою, орієнтуватися в тексті[89]. Текст Септуагінти в поліглотті базувався на рукописах з Ватиканської бібліотеки, дві з яких збереглися до наших днів (грецькі Ватиканські кодекси 330 і 346). Грецький текст Комплютенської поліглотти відтворювався в Антверпенській (1568—1572) і Паризькій поліглоттах (1645), а також Женевському (1586, 1599, 1616) і Гамбурзькому виданнях (1596)[90].

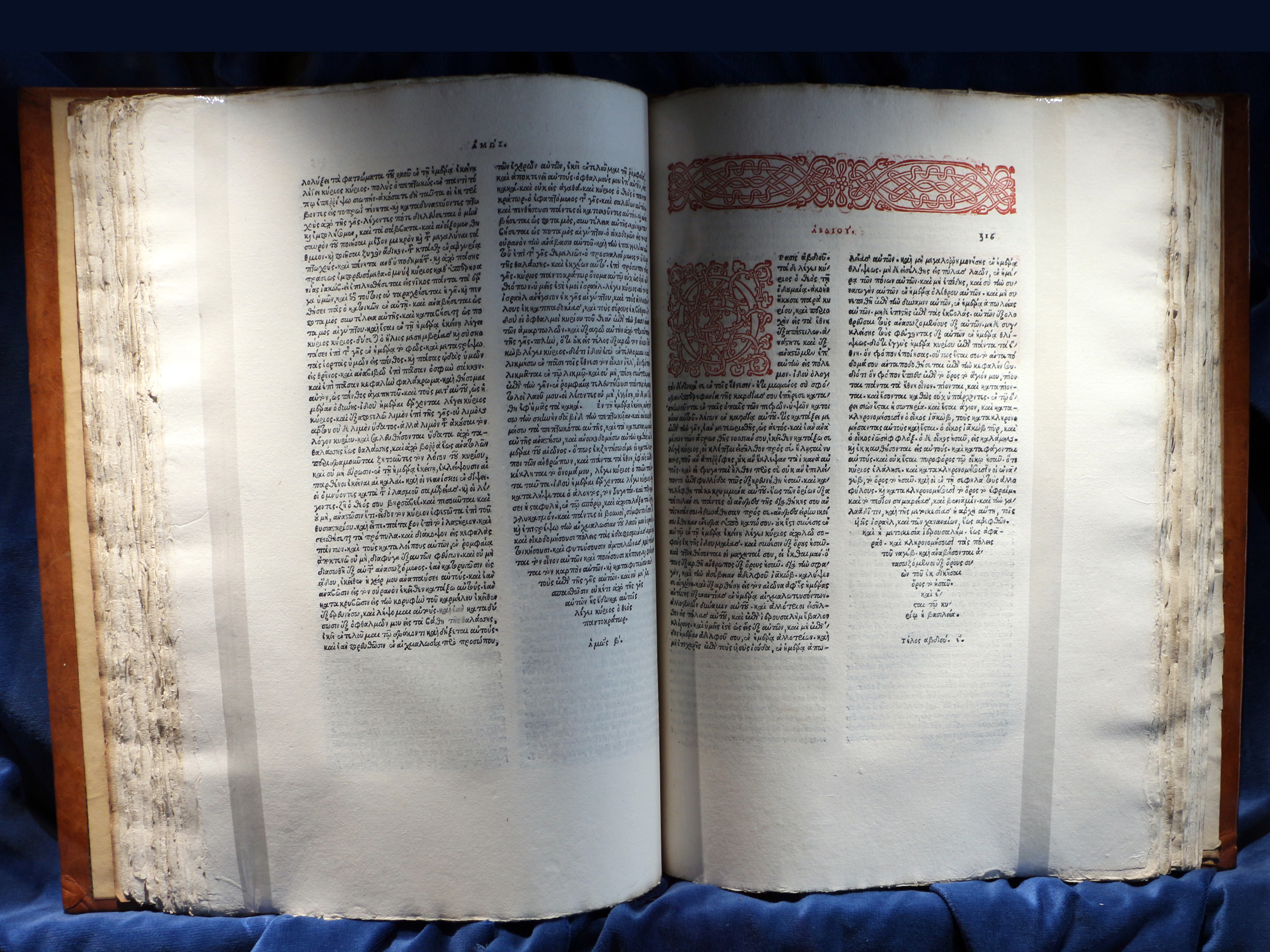
Розгортка Альдинського видання повної грецької Біблії, Венеція, 1518. Бібліотека Лауренціана

- Альдинське видання в трьох томах грецької Біблії повністю (Венеція, 1518) здійснив Андреа Азолано (тесть Альда Мануція). Воно ґрунтується на рукописах з бібліотеки св. Марка; його текстологічна основа вужча, ніж у Комплютенського[Прим 8]. Текст неодноразово відтворювався, зокрема в Базелі («Біблія Меланхтона» 1545, 1550, 1582), Страсбургу (1526) та ін[92].
- Сикстинське видання Старого Заповіту (Рим, 1587), яке здійснив ватиканський бібліотекар кардинал Антоніо Карафа[ru] з санкції Папи Сікста V. Грецький текст займає 783 сторінки з 810, йому передує посвята кардинала Карафи, папське послання та передмова до читача, з якої можна дізнатися про історію грецького тексту. За основу видання взято Ватиканський кодекс, лакуни якого поповнювались за іншими рукописами з Апостольської бібліотеки, бібліотеки св. Марка і Лауренціана. Текстологи використовували Сикстинське видання аж до середини XIX століття і його неодноразово перевидавали, зокрема ван Есс (1824) і Костянтин Тішендорф (сім видань 1855—1887 років, два з них під редакцією Е. Нестле)[93]. Чотири видання на основі Сикстинського випустив відомий бібліст Генрі Барклай Світ[en] (1887, 1895, 1901, 1909 роках).
- Видання Ґрабе (Лондон, 1707—1720) — Септуагінта в чотирьох томах, яку розпочав Йоганн Ернест Ґрабе[ru] і завершили після його смерті в 1711 році колеги. Видання здійснено на основі Александрійського кодексу та деяких інших рукописів, що перебувають в Англії. Подібно до Сикстинського видання, основою був єдиний кодекс, текстологічна робота йшла за зразком Оригена: слова і фрази, які відсутні в масоретському тексті, позначалися астерисками, обелюси ставилися навпроти фраз і параграфів, які, як здавалося досліднику, були запозичені з інших перекладів (Акили, Симмаха і Феодотіона). Це видання відтворено в 1730-х роках у Німеччині, а 1821 року покладено в основу Грецької Біблії, виданої в Москві за наказом Святійшого Синоду[94].

Ці чотири видання Г. Світ називав «великими» і такими, що складають основу текстологічної роботи над Септуагінтою: кожне з них базувалося на одному зі стародавніх манускриптів гарної збереженості. За словами Анатолія Алексєєва, «всі видавці стародавніх авторів і текстів первісної епохи друкарства підходили до справи так само, як переписувачі текстів. Вони змінювали й покращували тексти, що виходили друком, у досить широких межах, користуючись необмеженими можливостями кон'єктуральної критики. Тому всі початкові видання (editio princeps) потрібно розглядати в тій самій низці джерел тексту, що й рукописи».
Подальша видавнича робота, яку проводили переважно протестантські вчені, йшла в напрямку критичного тексту з науковим апаратом. Першим прикладом такої роботи є
- Оксфордська Септуагінта — п'ятитомний грецький Старий Заповіт, який опублікували Голмс і Парсонс у 1798—1827 роках. В основу його покладено Сикстинське видання, доповнене потужним критичним апаратом. У додатку до п'ятого тому опубліковано список грецьких рукописів Септуагінти, відомих редакторів. Голмс і Парсонс, крім 311 грецьких рукописів (з яких 20 — унціальні), використовували старолатинські свідоцтва за виданням Сабатьє (Реймс, 1743), а також коптську, церковнослов'янську, арабську, вірменську і грузинську версії. Попри всю фундаментальність, метод Голмса і Парсонса викликав критику П. де Лагарда[97]: колації рукописів робили різні люди без строгої уніфікації процедури, тому неможливо бути певним, що те чи інше джерело в критичному апараті представлене в повному обсязі і так само, як інші[98].

#### Московське видання 1821 року— офіційний текст Грецької церкви
Московське видання повної грецької Біблії 1821 року (грец. Τα Βιβλια, εν Μοσχα, ετει 1821) задумали грецькі патріоти, передусім — брати Зосима, які забезпечили фінансовий бік задуму. Кошти надходили за передплатою і з самої Греції, де готувалося повстання, духовною опорою якого мало стати Святе Письмо. Видання йшло в Московській синодальній друкарні й розпочалось близько 1818 року. Крім політичних аспектів, був і ідеологічний: 1818 року Британське біблійне товариство почало переклад Біблії на новогрецьку мову. Керівництво здійснював протопресвітер Успенського собору Яків Дмитрієв, співробітник Російського біблійного товариства, знавець єврейської та старогрецької мов. Зважаючи на його похилий вік безпосередньо над виданням працювали священик Троїцької церкви Володимир Цвєтков і законовчитель університетського пансіону Олексій Терентьєв. За основу Старого Заповіту взято лондонське видання Ґрабе, однак редакторські поправки іноді публікувалися механічно, можливо, їх приймали за справжнє читання Александрійського кодексу. Внесено деякі поправки по масоретського тексту, але абсолютно безсистемно. Майже весь тираж Московського видання 1821 року (5000 примірників) розіслано в Стамбул і Афіни, де він став зразком для місцевих передруків. Ухвалою Елладського Синоду московське видання передруковано в Афінах без змін і воно стало офіційним текстом Грецької церкви. Британське біблійне товариство, готуючи нове видання грецької Біблії 1859 року, змушене було ґрунтуватися на Московському виданні, як такому, набув канонічного статусу Грецької церкви. Зважаючи на текстологічну еклектику грецькі церковні видання Септуагінти не мають самостійного наукового значення.

#### Наукові філологічні видання
Костянтин Тішендорф, відомий своїми філологічними виданнями Нового Заповіту, здійснив також друкування грецького тексту Старого Заповіту. Його видання виходило чотири рази в період 1850—1869 років, основою було Сикстинське видання, яке забезпечувалося апаратом різночитань з чотирьох найдавніших унціальних рукописів, включаючи відкритий Тішендорфом Синайський кодекс. Його роботу 1887 року продовжив Еберхард Нестле.
У XX столітті найбільш філологічно ґрунтовні видання Септуагінти здійснив учень де Лагарда Альфред Ральфс, який працював в Геттінгені. Його «Дослідження з Септуагінти» (Septuaginta-Studien) з'явились на світ у трьох томах у 1904—1918 роках. З його ім'ям також пов'язане поширене критичне видання 1935 року — Штутгартське видання. З виправленнями воно виходило в 1979 і 2006 роках в одному томі кишенькового формату, причому останнє переглянуте видання налічувало понад 1000 поправок у порівнянні з першим. Анатолій Алекєєв, однак, писав, що Штутгартське видання зручне як підручник і навчальний посібник, але науковому його використанню перешкоджає той факт, що «реальний текст Септуагінти, як він представлений в рукописних джерелах, схильний до набагато більшого діапазону текстових коливань». Від 1931 року в Геттінгені випускається 20-томна «Велика Геттінгенська Септуагінта» (Septuaginta. Vetus Testamentum Graecum Auctoritate Academiae Scientiarum Gottingensis editum), але вона досі не завершена.
У 1906—1940 роках в Кембриджі під назвою The Old Testament in Greek вийшло 8 томів так званої Кембриджської Септуагінти під редакцією А. Брука, Н. Мак-Ліна і Г. Теккерея. Видання включало книги від Буття до Товита включно. В основу видання покладено Ватиканський кодекс з елементами реконструкції.
У серії Monumenta musicae Byzantinae в 1939—1981 роках вийшло критичне видання грецького профітологія Lectionaria. Vol. I: Prophetologium / Ed. С. Hoeg et S. Lake. — Hauniae, 1939—1970; Pars 2. Lectiones anni immobilis / Ed. G. Engberg. — Hauniae, 1980—1981. Видавці — зокрема Сільва Лейк — припускали реконструкцію «стандартного» тексту, виконану на основі 80 рукописів, критичний апарат включав лише суттєві, на думку редакторів, варіанти. У тій самій серії мала відбутись публікація новозавітних лекціонарних, але її не здійснено.

## Значення Септуагінти
Наукове вивчення Септуагінти розпочалося в епоху Відродження, до грецького тексту Старого Заповіту зверталися Лоренцо Валла, Поджо Браччоліні, Азарія де Россі та Еразм Ротердамський. Загалом дослідження грецького біблійного тексту в Європі довгий час обмежувалося апріорним припущенням, що єврейський оригінал в релігійному та лінгвістичному сенсі кращий за переклад. Перше зіставлення юдейського тексту і LXX зробив у 1506 році Йоганн Райхлін у трактаті De rudimentis linguae Hebraicae. У зв'язку з бурхливим поширенням протестантизму, у XVII столітті почалася дискусія про ступінь пошкодженості грецького та єврейського тексту, ініційована католицькою церквою. Її розпочав 1650 року Луіс Капела, який опублікував трактат Critica Sacra, спрямований проти Йоганна і Якоба Буксторфів. Ця дискусія тривала аж до кінця XIX століття, її учасники, зокрема вчені-текстологи — з різних причин ставали на бік Септуагінти або масоретської традиції.
В Російській імперії питання про істинність тексту Письма мало багато аспектів, зокрема і політичних. У 1856—1857 роках з ініціативи обер-прокурора Св. Синоду організовано «синодальне міркування» — обмін думками між митрополитом Київським Філаретом (Амфітеатровим) і митрополитом Московським Філаретом (Дроздовим). Перший виступав проти перекладу Біблії на сучасну російську мову і посилався на Септуагінту, переклад якої був влаштований Богом як засіб збереження справжніх старозавітних Писань. Однак рішення про переклад було ухвалено, і слід було розв'язати питання, який з текстів прийняти за оригінальний. За основу Синодального перекладу взяли масоретський текст, що було заслугою Філарета Московського. У ході дискусії звучали й інші думки, наприклад, обер-прокурор Синоду Микола Протасов наполягав на канонізації слов'янської Біблії, за аналогією зі статусом Вульгати. Гебраїст В. А. Левінсон пропонував для перекладу П'ятикнижжя взяти за основу самаритянський варіант, а професор Данило Хвольсон рішуче відстоював непохитність масоретського тексту, ґрунтуючись на караїмських пам'ятках Криму, які фальсифікував Авраам Фіркович. Прийняття масоретського тексту викликало заперечення свт. Феофана Самітника та Павла Юнгерова, який зробив переклад Септуагінти на противагу Синодальному. Результатом міркування стало рішення про те, щоб за основу Синодального перекладу взяти масоретський текст, а також видати « охоронні правила».
Дослідники XX століття визнали безглуздість оцінок версій Біблії поза контексту традиції і визнали, що канон, який був у вжитку до початку нашої ери, був нестабільним. Сучасна наука розглядає Септуагінту з трьох позицій:
1. Значення для історії християнства. Септуагінта є першою Біблією Церкви, яка була наділена канонічним статусом і була нормативним текстом Одкровення для ранньохристиянських богословів. Появу текстів Нового Заповіту також потрібно розглядати з урахуванням мовного середовища, богословського і богослужбового читання Септуагінти[108].
2. Значення для історії юдаїзму. Руйнування Другого Храму в 70 році викликало розрив між традицією і пізнішою релігійною практикою. Внаслідок руйнування традиції та апеляції християнства Септуагінту поступово відкинули. Тільки після кумранських відкриттів Септуагінту стали сприймати як найдавніше свідоцтво єврейської традиції і джерело відомостей для текстологічної роботи зі Старим Заповітом. Проте такий підхід не є загальновизнаним[109].
3. Значення для історії світової культури. Септуагінту можна розглядати як перший художній переклад, виконаний в античності[110]. Еріх Ауербах так писав про Біблію:

Наскільки більш розрізненими, відокремленими у своєму розташуванні по горизонталі стоять ці оповідання, цілі групи оповідань, в порівнянні з «Іліадою» та «Одіссеєю», настільки міцніший їх зв'язок по вертикалі, — який поєднує їх під одним знаком. У Гомера такий зв'язок відсутній. У кожній значній фігурі Старого Заповіту, від Адама до пророків, втілений момент цього вертикального зв'язку.
На християнському Сході Септуагінта справила колосальний вплив на літургіку і пов'язаний з нею «синтез мистецтв» (визначення Павла Флоренського); вплив Септуагінти на Захід виявився більш опосередкованим — через латинський Псалтир і традицію Діонісія.